# Sông Nà Rì
Sông Nà Rì hay Sông Na Rì là phụ lưu của sông Bắc Giang bắt nguồn từ vùng núi cao 850m của xã Yên Cư (huyện Chợ Mới) chảy theo hướng Tây Nam - Đông Bắc qua các xã Đổng Xá, Xuân Dương, Dương Sơn, Trần Phú, Văn Minh (huyện Na Rì, tỉnh Bắc Kạn) và gặp sông Bắc Giang tại Pác Cáp, xã Sơn Thành, huyện Na Rì, tỉnh Bắc Kạn, Việt Nam.
Sông Nà Rì dài 75 km, diện tích lưu vực 571 km², mã sông là "01 02 27 03".
Các văn liệu thường dùng tên sông Nà Rì, song một số sử dụng tên sông Na Rì, giống như tên huyện.

## Dòng chảy
Sông Nà Rì có các phụ lưu hợp thành như suối Quang Phong, Nà Thác, Nà Tha, Khuổi Tẩy,... trong đó suối Nậm Giàng là lớn nhất 22°02′03″B 106°00′47″Đ / 22,034111°B 106,01303°Đ.
Nậm Giàng chảy hướng đông nam, đến bản Nậm Giàng xã Đồng Xá giáp xã Xuân Dương thì đổi hướng đông bắc. 22°00′05″B 106°02′37″Đ / 22,001524°B 106,043542°Đ
Sông chảy uốn lượn về hướng đông bắc, đổ vào sông Bắc Giang ở thôn Pác Cáp xã Sơn Thành, huyện Na Rì.

## Thủy điện
Trên sông Nà Rì có Thủy điện Pác Cáp công suất lắp máy 6 MW, xây dựng tại xã Sơn Thành, khởi công tháng 4/2019, dự kiến hoàn thành tháng 12/2020.